# Werner Hugo Paul Rothmaler
Werner Hugo Paul Rothmaler (1908-1962) fue un botánico alemán. Realizó más de 190 artículos científicos, y es un clásico de la literatura botánica mundial, con sus Exkursionsflora von Deutschland, con 753 pp. y 2.814 imágenes b&n. ISBN 978-3-8274-1842-5
Rothmaler se casó dos veces. Primer matrimonio con Wilhelmina Neumann, nacida en 1911, y dos hijas (Úrsula y Susana), luego un segundo matrimonio con Elizabeth Kecker (1921-1993) dos hijos: Valentin Konrad Philipp Gottfried, Sebastián.

## Algunas publicaciones
- Exkursionsflora von Deutschland; set completo, 3152 pp., 4 vols. ISBN 3-8274-0657-9.
- Alchemillae Columbianae. Trab. Mus. Nac. Ci. Nat. Ser. Bot. 31: 3-52, lám. 1-3 (10 de mayo de 1935).

- La abreviatura «Rothm.» se emplea para indicar a Werner Hugo Paul Rothmaler como autoridad en la descripción y clasificación científica de los vegetales.[1]

Hizo pródigos estudios en la identificación y clasificación de nuevas especies (866 registros IPNI), los que publicaba habitualmente en : Feddes Repert. Spec. Nov. Regni Veg.; Notizbl. Bot. Gart. Berlin-Dahlem; Sched. Fl. Iber. Select. Cent.; Trab. Mus. Nac. Ci. Nat., Ser. Bot.; Ark. Bot.; Revista Sudamer. Bot.; Bol. Soc. Esp. Hist. Nat.; Bull. Misc. Inform. Kew; Humbert, Not. Syst.

## Honores

### Eponimia
Género
- (Asteraceae) Rothmaleria Font Quer[2]

Especies
- (Asteraceae) Centaurea rothmaleriana (Arènes) Dostál[3]

- (Caryophyllaceae) Silene rothmaleri P.Silva[4]

- (Poaceae) Festuca rothmaleri (Litard.) Markgr.-Dann.[5]